# Peromyscus mayensis
Peromyscus mayensis is een zoogdier uit de familie van de Cricetidae. De wetenschappelijke naam van de soort werd voor het eerst geldig gepubliceerd door Carleton & Huckaby in 1975.

## Voorkomen
De soort komt voor in Guatemala.